# Arthur Barrett
Arthur Arnold Barrett (Carshalton, 3 giugno 1857 – Sharnbrook, 20 ottobre 1926) è stato un generale britannico.

## Carriera
Era il figlio di Alfred Barrett, un sacerdote, e di sua moglie, Emma Collins. Entrò come sottotenente nel 44º reggimento di fanteria il 10 settembre 1875 per poi unirsi al suo reggimento a Secunderabad, in India. Venne promosso a tenente nel giugno 1878. Fu inviato al 3° sikh, un reggimento del Punjab Frontier Force, e prese parte all'Assedio di Sherpur nel dicembre 1879, alla battaglia di Kandahar nel settembre 1880 e alla seconda guerra anglo-afghana .
Fu trasferito al 5° Gorkha Rifles nel 1882 e, essendo stato promosso a capitano il 10 settembre 1886, prese parte alla Spedizione a Hunza Nagar nel 1891.
Venne promosso a maggiore il 10 settembre 1895. Divenne comandante del 5° Gorkha Rifles nel 1899 e ricevette la promozione al grado sostanziale di tenente colonnello il 10 settembre 1901 e a colonnello il 11 ottobre 1902.
Nel 1903 divenne vice aiutante generale del Northern Command raggiungendo il grado di colonnello il 20 febbraio 1905. Fu promosso a maggiore generale il 1 dicembre 1906 e comandò il Nowshera Brigade nel 1907. Egli comandò la seconda brigata della Spedizione della Valle del Bazar nel mese di febbraio 1908 ed alle operazioni contro i Mohmand pochi mesi dopo.
È stato nominato aiutante generale il 1 aprile 1909 e, essendo stato promosso a tenente generale il 23 ottobre 1911, gli venne dato il comando della Divisione Poona il 21 febbraio 1912.

### Prima guerra mondiale
Con la dichiarazione di guerra dell'Impero ottomano, Barrett, nel novembre 1914, venne inviato in Mesopotamia con la sua divisione e occupò la città di Bassora nello stesso mese. Quando le truppe vennero riorganizzate sotto il comando di John Nixon, nel 1915, mantenne il comando della 6ª Divisione, ma ben presto si dimise a causa di problemi di salute e il comando passa a Charles Townshend. Egli ritornò in India e divenne comandante generale del Northern Command il 31 maggio 1916. Egli comandò le operazioni contro i Mahsud nel 1917. Fu promosso a generale il 1 agosto 1917.
Partecipò alla Terza guerra anglo-afghana.

## Matrimoni
Nel 1894 sposò Mary Barrett Haye, dalla quale ebbe una figlia. Dopo la morte della prima moglie, sposò, nel 1907, Ella Lafone, dalla quale non ebbe figli.

## Morte
Barrett si ritirò dall'esercito indiano il 31 maggio 1920. Fu promosso a maresciallo di campo il 12 aprile 1921. Morì nella sua casa a Sharnbrook, nel Bedfordshire, il 20 ottobre 1926.